# Йоганн Рудольф Губер
Йоганн Рудольф Губер Старший (нім. Johann Rudolf Huber; охрещений 21 квітня 1668, Базель — 28 лютого 1748, Базель) — швейцарський художник, кресляр і політик.

## Життєпис

### Походження та учнівство
Родина радників та вчених Губерів, яких у Базелі називають Рінглі-Губер (за сімейним гербом), щоб відрізнити їх від інших родин з такою ж назвою, походила з Равенсбурга та була натуралізована в місті Базель у 1504 році. Кажуть, що десятирічний Губер отримав свої перші уроки малювання від члена родини художників-склярів Ванневеч. Він пройшов навчання в майстерні базельського портретиста Йогана Каспара Маєра (1645—1705). У 1683 році Йоганн Рудольф Губер вступив до домашньої академії Йозефа Вернера (1637—1710) у Берні. У ранні роки життя в Берні Губер, за його власними словами, намалював губернатора та його дружину, кількох перукарів та різьбяра печаток. У 1685 році серед його клієнтів вже був німецький скарбник Ніклаус Дахсельгофер (1634—1707). Того ж року він вирушив до Венеції. Потрапивши туди, у 1686 році він знайшов роботу у голландського майстра Кавальєра Темпести (1637—1701). Йоганн Каспар Фюсслі повідомляє, що для пейзажиста та мариниста Темпести Губер писав переважно стафажі. Губер, очевидно, також працював на себе, оскільки його каталог-резоне містить численні портрети, написані з натури для Венеції, зокрема портрет дожа Франческо Морозіні та Августа Сильного, курфюрста Саксонії, який любив мистецтво. Близько 1689 року Йоганн Рудольф Губер вступив до Римської академії мистецтв і став учнем відомого Карло Маратті. За словами Фюсслі, після шестирічного перебування в Італії Губер вирушив до Парижа через Женеву та Ліон. У каталозі-резоне немає згадок про французькі міста.

### Вюртемберг і Баден
Навесні 1693 року він повернувся до Базеля і незабаром був прийнятий до цеху «Небо». Наступного року його обрали до правління гільдії, а отже, і до Великої ради міста Базеля. Того ж року він познайомився з Фрідріхом VII маркграфом Баден-Дурлахським, який перебував у вигнанні в Базелі, і з весни до осені 1694 року він створив 22 портрети родичів маркграфа. У 1696 році він також познайомився з майбутнім зятем маркграфа, герцогом Ебергардом IV Людвігом Вюртемберзьким (1676—1733). Йому замовили намалювати наречену герцога, принцесу Йоганну Єлизавету Баден-Дурлаську. Губер вступив у переговори з герцогом.
У червні 1697 року Йоганн Рудольф Губер вирушив до Штутгарта, щоб вступити на службу до молодого герцога. Він зробив значний крок від маляра гільдійської майстерні до двору Вюртемберга. У 1698 році розпочалася робота над аудієнційною залою герцога, баштовою залою та кабінетом герцогині у Штутгартському палаці. Таким чином, Губер створив перші барокові стельові розписи у Вюртембергу, встановивши віху в південнонімецькому бароковому живописі. Стельові розписи постраждали під час пожежі палацу 1931 року. Вісім овальних картин із зображенням діянь Геракла з баштової зали збереглися.
У 1699 році Губер залишив Вюртемберзький двір. Його мотиви незрозумілі. Однак як художник, Губер залишався вірним Баден-Дурлахському дому близько 30 років. Він багато разів малював маркграфа Карла III Вільгельма Баден-Дурлахського. Найвідоміший портрет маркграфа сьогодні (у Баденському земельному музеї) — це копія оригіналу Губера 1711 року, виконана придворним художником Філіпом Генріхом Кіслінгом. Губер мав давні дружні стосунки з юристом, архіваріусом та поетом Карлом Фрідріхом Дроллінгером.

### Базель і Берн
З осені 1702 року Губер переважно працював у Берні. Причиною такого рішення, ймовірно, була вигідна ситуація з замовленнями для талановитого портретиста. Можливо, до цього також причетний друг Губера, базельський гравер Жюстен де Беєр (1671—1738), який працював у Берні. Йоганн Рудольф Губер залишив за собою як ремісничий цех художників у Базелі, так і свою посаду при дворі в Штутгарті. У Берні не було ремісничого об'єднання художників, якому він мав би підкорятися. Тут він знав про велику патриціанську клієнтуру, яка охоче позувала для портретів.
Одна з головних робіт Губера часів його перебування в Берні — портрет Сюзанни Маргарети Штюрлер (1668—1740) у вигляді весняної німфи, який датується 1705 роком. Сузанна Маргарета Штюрлер та її чоловік, пізніше Веннер Йоганн Фрішінг, були одними з найкращих клієнтів Губера в Берні. Губер спочатку не осідав у Берні назавжди. Його каталог творів показує, що він часто подорожував між Базелем і Берном. Його клієнти запрошували його на історичні події: у 1702 році до короля Йозефа I в Гайдельберзі, у 1708 році для врегулювання суперечки про спадщину в Невшателі, а в 1714 році до Бадена в Ааргау від імені графа дю Люка для укладення мирного договору між Імперією та Францією, який мав припинити Війну за іспанську спадщину. Після тривалого перебування в Базелі він повернувся до Берна в грудні 1715 року.
Навесні 1718 року записи в його реєстрі робіт закінчуються. До 1738 року Губер працював переважно в Берні. Про його діяльність досі нічого не відомо. Ми знаємо лише, що він відмовив Якобу Емануелю Гандману в якості учня, а незабаром прийняв Йогана Ульріха Шеленберґа. Шеленберґ згодом став його зятем; Йоганн Рудольф Шелленберґ був онуком Губера. У 1740 році Губер був обраний представником цеху «Небо» до Малої ради міста Базеля. Він обіймав цю посаду до 80 років.

## Твори (вибірка)
- Катаріна Губер-Феш, близько 1690 р.[18]
- Максиміліан Менцінгенський, близько 1699 р.[19]
- Даніель Чіффелі (1705)[20]
- Йоганн Бернгард фон Муральт, 1710.[21]
- Ніклаус Чарнер, 1719 р.[22]
- Портрет невідомого джентльмена, близько 1720 р.[23]
- Йоганн Рудольф Цвінгер, близько 1721 р.[24]
- Марія Катаріна Еффінгер-фон Дісбах, близько 1723 р.[24]
- Йоганн Антон Тільє, 1723 р.[25]
- Фрідріх фон Вердт, 1724 р.[26]
- Йоганн Бернуллі[27]
- Розп'яття, 1735 р.[25]

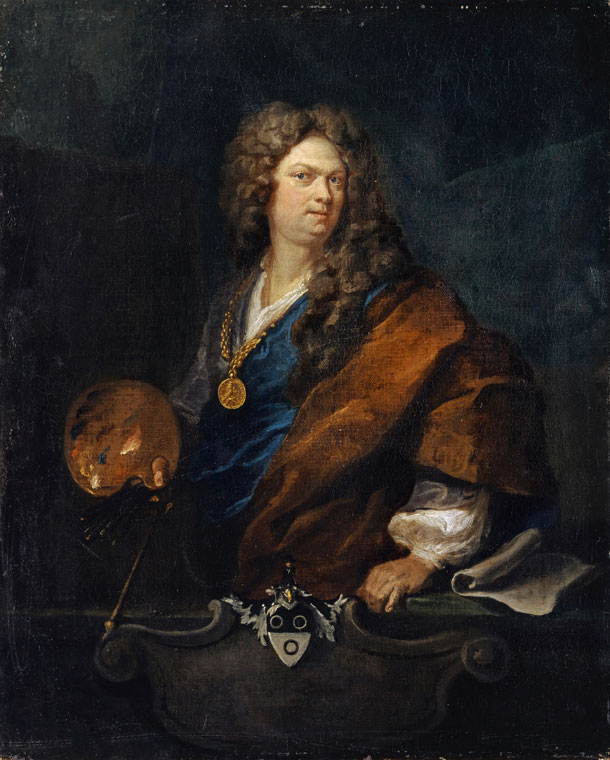
Автопортрет (1710)
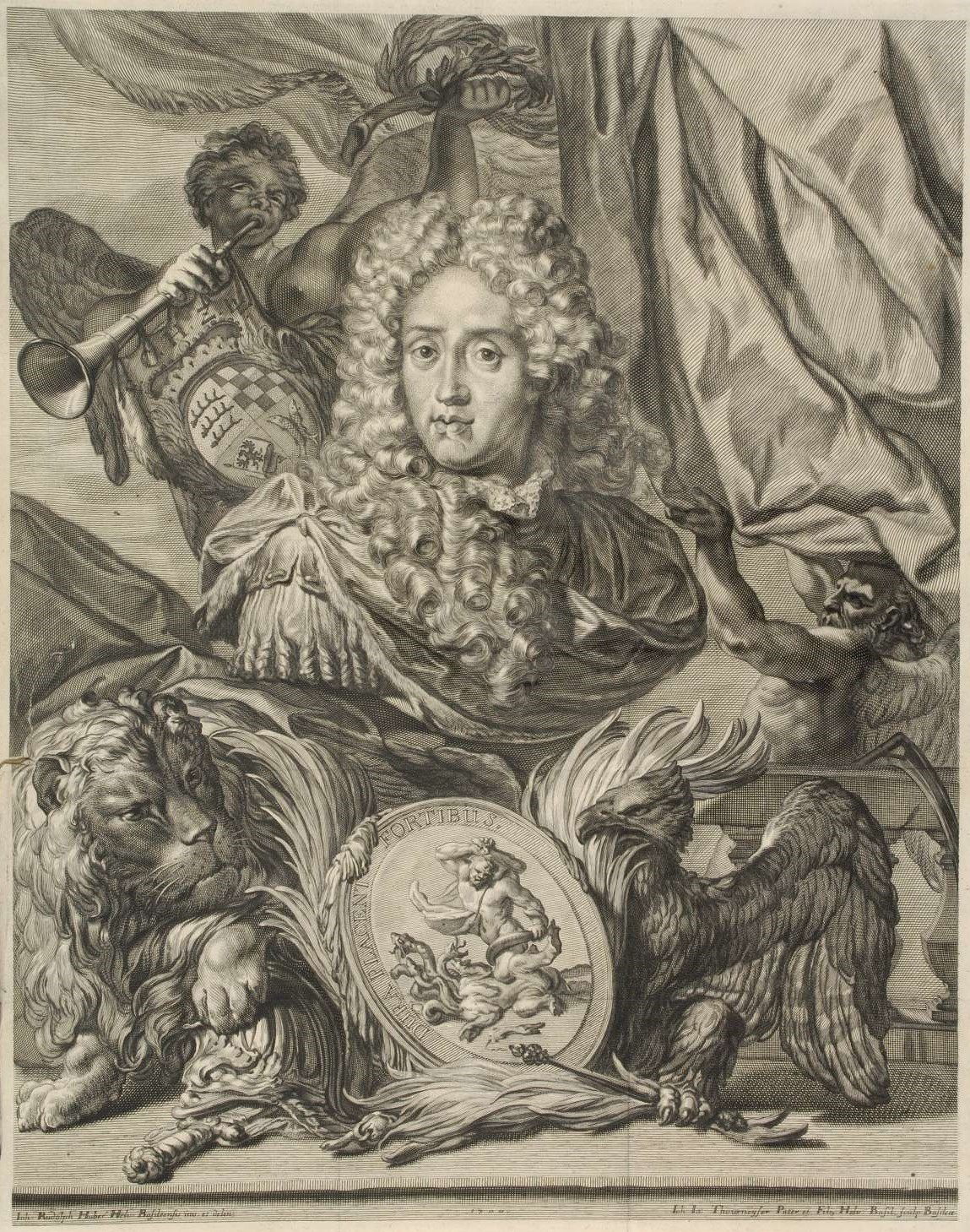
Фрідріх Карл Вюртемберг-Віннентальський (1699)
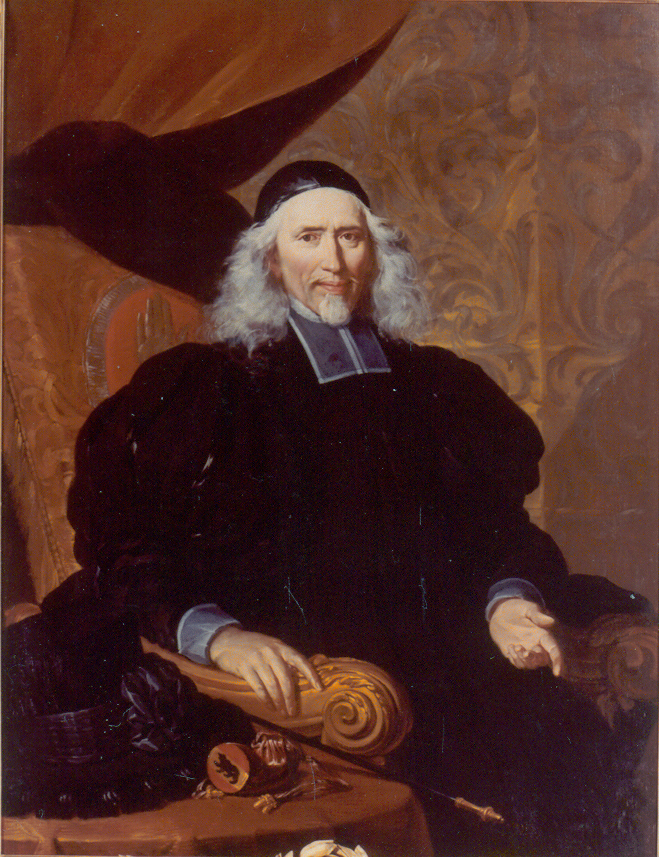
Портрет Йоганна Рудольфа Зіннера (1704)
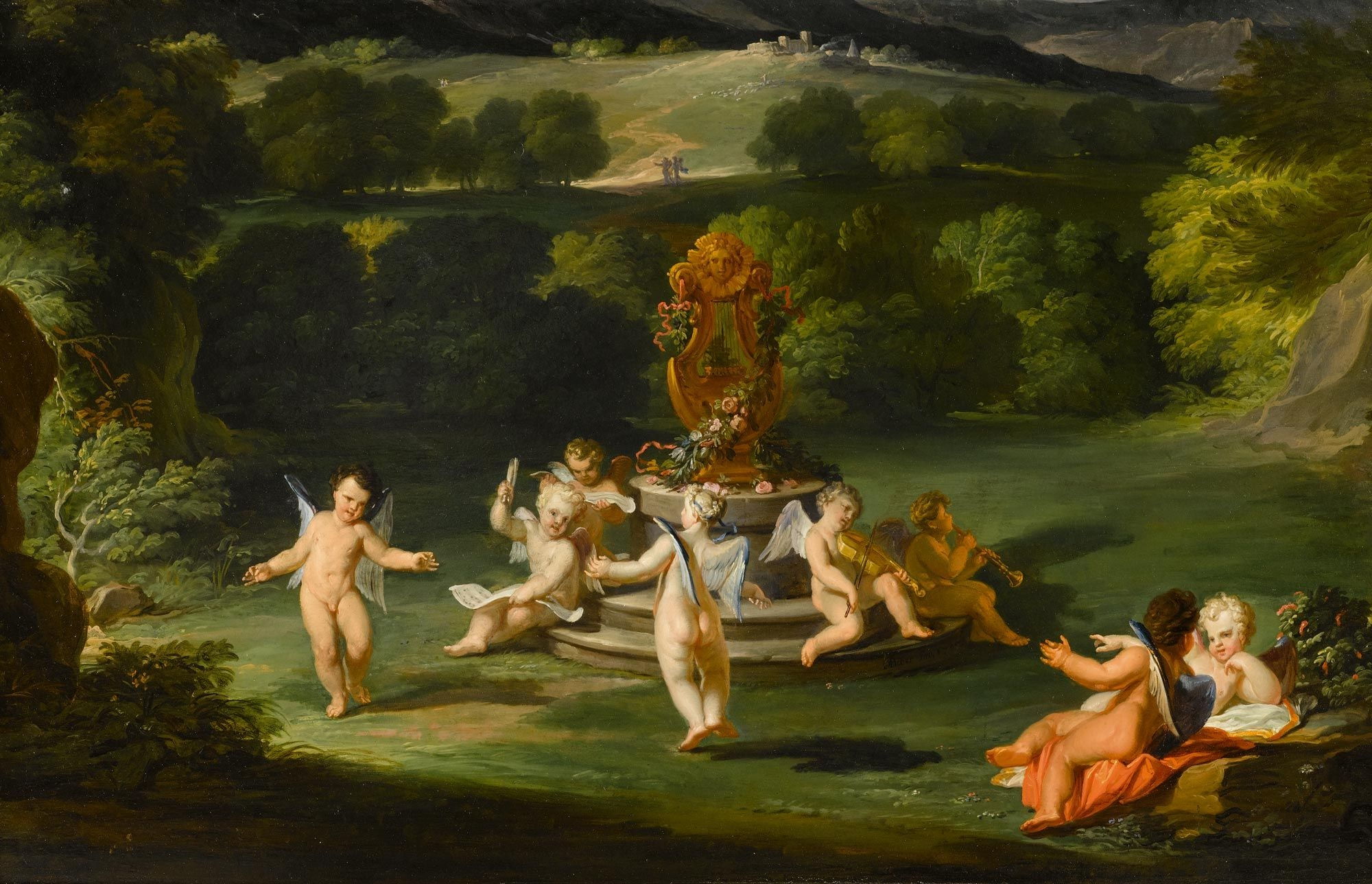
Музичні путті (1705)
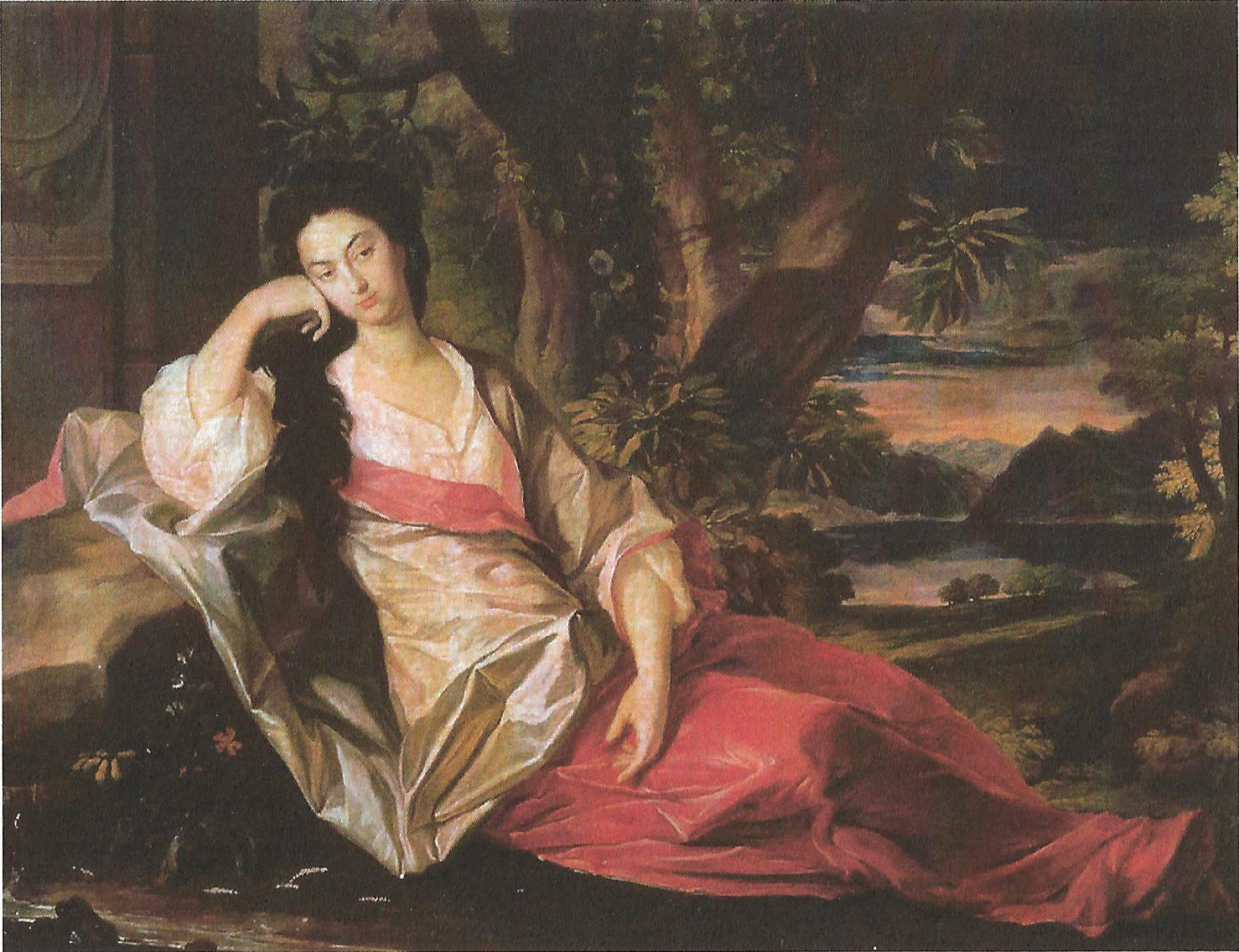
Сюзанна Маргарета Фрішинг, уроджена Штюрлер де Серро (1705)
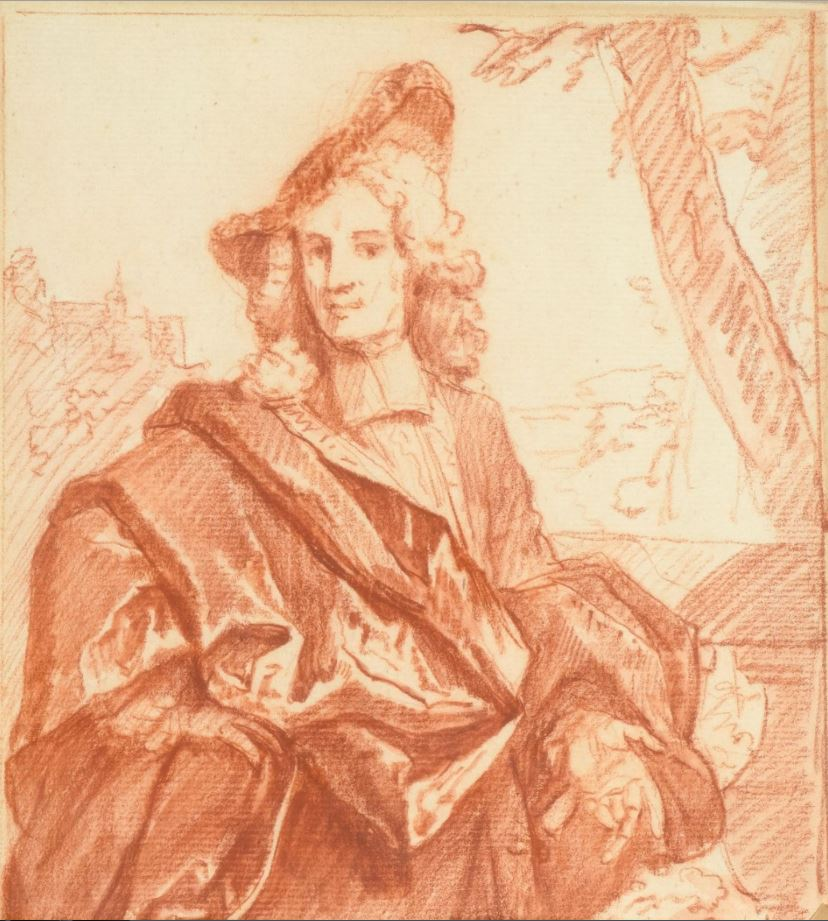
Портретний ескіз члена Бернської Великої ради (близько 1710 р.)
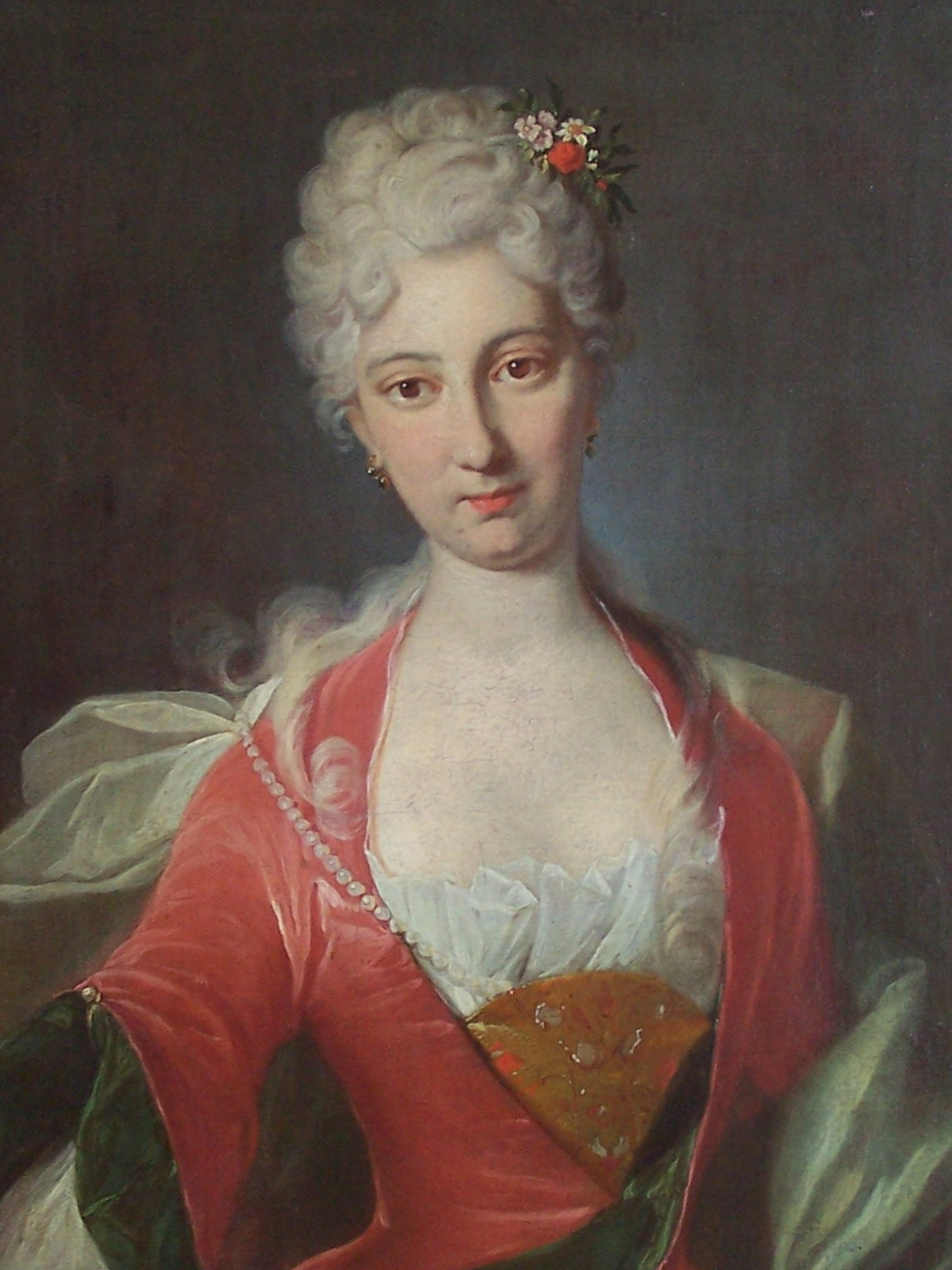
Портрет невідомої жінки (близько 1710 р.)
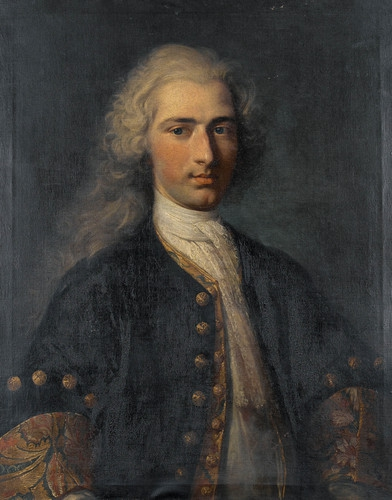
Портрет Ніклауса Чарнера (1719)
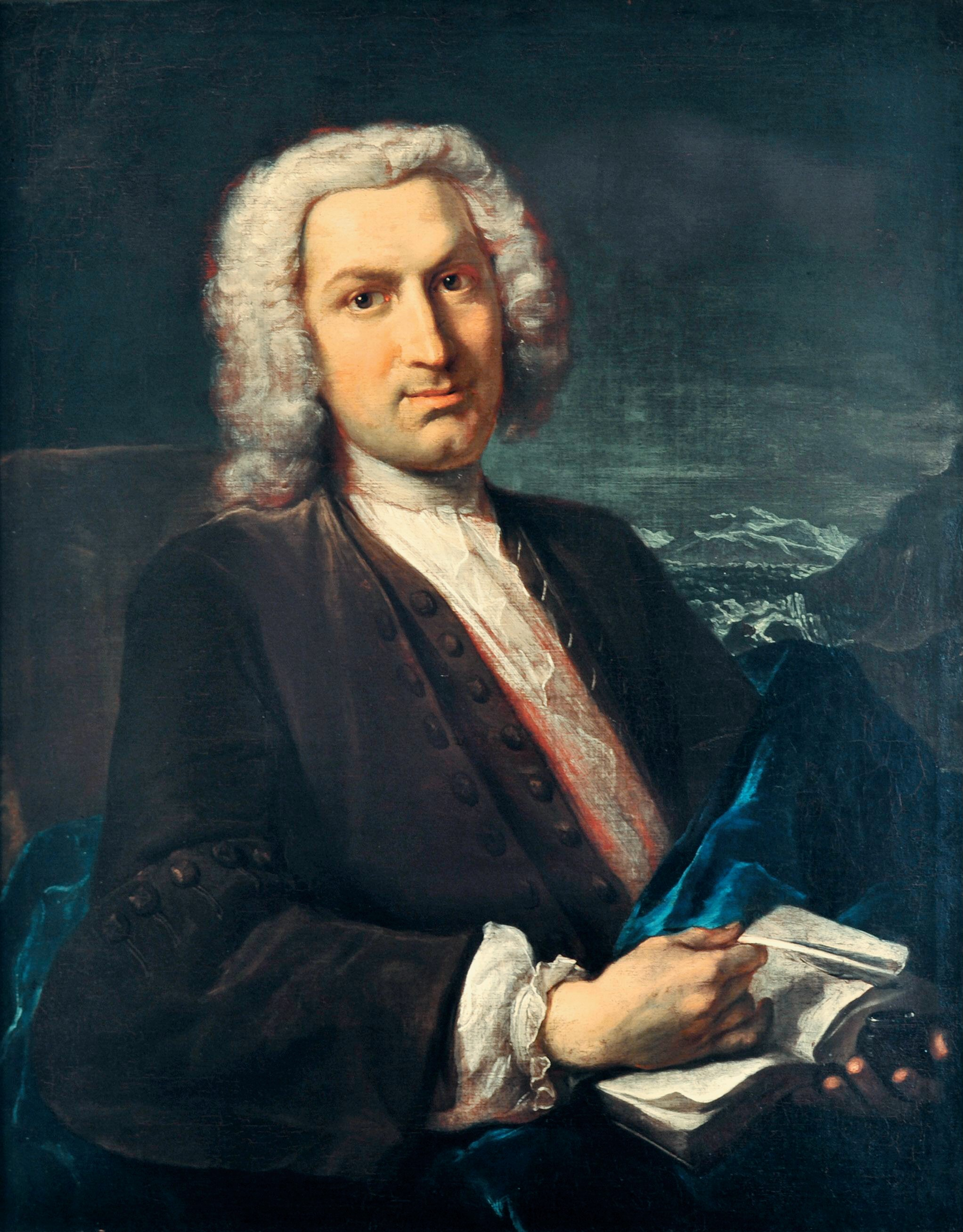
Портрет Альбрехта фон Галлера (1736)

## Вебпосилання
- Bestände zu Johann Rudolf Huber in der Burgerbibliothek Bern.
- Бібліографія. Йоганн Рудольф Губер // Німецька національна бібліотека
- Johann Rudolf Huber auf www.portraitindex.de